# Pueblo Haya
Los hayas (tanzanos) son una etnia que habita en la Tanzania noroccidental entre el río Kagera y el lago Victoria. Se componen de dos elementos étnicos principales: los iru, que eran originariamente bantúes, y los hima, descendientes de los nilóticos que fueron absorbidos por los bantúes, quienes luego llegarían a expandirse en zonas del continente africano antes pobladas por cazadores, recolectores y ganaderos, generando así un proceso de la agricultura intensiva y la metalurgia del hierro.
Son uno de los mayores grupos étnicos tanzanos. 

## Idioma
La población Haya pertenece lingüísticamente y predominan en ésta las lenguas bantúes de la macrofamilia Níger-Congo.

## Historia
Los Haya han tenido su asentamiento en la región de Kagera, la cual se encuentra ubicada en el noroeste de Tanzania. Inicialmente estaban organizados en pequeños grupos con un sistema de control muy parecido al feudalismo, en cuanto a jerarquía y dominio. Muchos de sus habitantes comenzaron a trabajar el metal en fecha tan temprana que el arqueólogo Peter Schmidt descubrió que llevaban unos 2.000 años forjando y trabajando el acero.

## Economía
Los IRU se reconocen por ser principalmente agricultores, mientras que los HIMA son pastores. La economía haya incluye el café y los cultivos indígenas, también su alimentación se basa en frijoles, maíz, sorgo, cacahuetes y productos pesqueros.
Muchas de las familias crían ganado vacuno, razón por la que muchos haya han sido comerciantes de alimentos desde la época precolonial.

## Política
Los haya se dividen en ocho estados antiguos, (BUCABO, IBANDIRO, KAIANJA, KIAMIUARA, KARAGWE, KIZIBA, MARYKU y MISSENENYI), el reino de Karagwe, fue una fuerza dominante en la región en el siglo XVIII. La tierra estaba en manos campesinas que se conformaban de unos 130 clanes, los Hayas viven en poblados estables y compactos donde las casas están separadas entre sí, y sus viviendas tradicionales tienen forma de colmena.

## Religión
Los haya son en su gran mayoría católicos, y valoran mucho la educación y las profesiones modernas.